# Кронберг Лариса Іванівна
Лариса Іванівна Кронберг (Соболевська) (рос. Лариса Ивановна Кронберг; 23 травня 1929, Пенза — 24 квітня 2017, Москва) — радянська актриса театру і кіно.

## Біографія
Народилася у Пензі в сім'ї військовослужбовця. У місті Уфі, куди був переведений батько, стала ученицею середньої школи і закінчила її вже у Подольську зі срібною медаллю.
У 1948 році вступила на акторський факультет ВДІКу у майстерню Сергія Герасимова і Тамари Макарової . За сімейними обставинами закінчила інститут тільки в 1954 році в майстерні Володимира Бєлокурова. Відразу після цього увійшла до штату театру-студії кіноактора та кіностудії «Мосфільм», де працювала до 1983 року.
Відома участю в операції радянської спецслужби по компрометації і вербуванню французького дипломата, призначеного послом у СРСР в кінці 1955 року, Моріса Дежана. Затягнути в ліжко любителя блондинок Моріса Дежана для позаштатної співробітниці КДБ Лариси Кронберг виявилося справою техніки. Під час одного з таких побачень до квартири увірвався «ревнивий чоловік» Соболевський, за сумісництвом агент держбезпеки, який накинувся на дипломата з кулаками і почав погрожувати судом. Щоб уникнути скандалу, Дежану довелося звернутися за допомогою до московських знайомих, які з радістю її надали — в обмін на співпрацю з КДБ.
За цю участь у «спецоперації» Лариса була нагороджена швейцарським годинником, виготовленим із золота й діамантів.
Померла 24 квітня 2017 року у Москві після тривалої хвороби. Похована на Ваганьковському кладовищі.

## Творчість
Зніматися Лариса Кронберг почала з 1954 року, виконуючи ліричні і характерні ролі. Також вона багато працювала на дубляжі.

### Фільмографія
- 1954 — Велика сім'я — Зіна Іванова
- 1955 — Зірки на крилах — Галя
- 1956 — Посіяли дівчата льон — Зося
- 1957 — Дівчина з гітарою — касирка
- 1957 — Вони зустрілися на шляху — Соня Марлевська
- 1958 — Олеко Дундич — Ірина Туманова, донька білого полковника
- 1960 — Російський сувенір — акомпаніаторка
- 1961 — Ніч без милосердя — Барбі, дружина Девіса
- 1968 — Журавушка — Нюра, дружина Зулі
- 1971 — Молоді — Ліза
- 1973 — Повернення немає — учителька
- 1975 — Наречена з півночі — Марфа Петрівна
- 1977 — Інкогніто з Петербурга — гостя Городничого
- 1977 — Приїхали на конкурс кухарі — адміністратор
- 1977 — Трясовина — колгоспниця
- 1979 — Сніданок на траві — сусідка Івана
- 1981 — Немухінські музиканти — кіоскерка
- 1982 — Хто стукає в двері до мене… — жінка у черзі
- 1985 — Повернення Будулая — Марія Миколаївна
- 1985 — Салон краси — подруга Вірочки
- 1986 — Вірую в любов
- 1986 — Викуп — фрау Ельза
- 1986 — Обличчям до обличчя
- 1987 — Прощавай, шпана замоскворецька… — жінка біля патефона
- 1987 — Позика на шлюб — журналістка

## Нагороди
- 1955 — Каннський кінофестиваль — нагорода в номінації «Кращий акторський ансамбль» за роль у фільмі «Велика родина» .